# Estatus legal de la cocaína

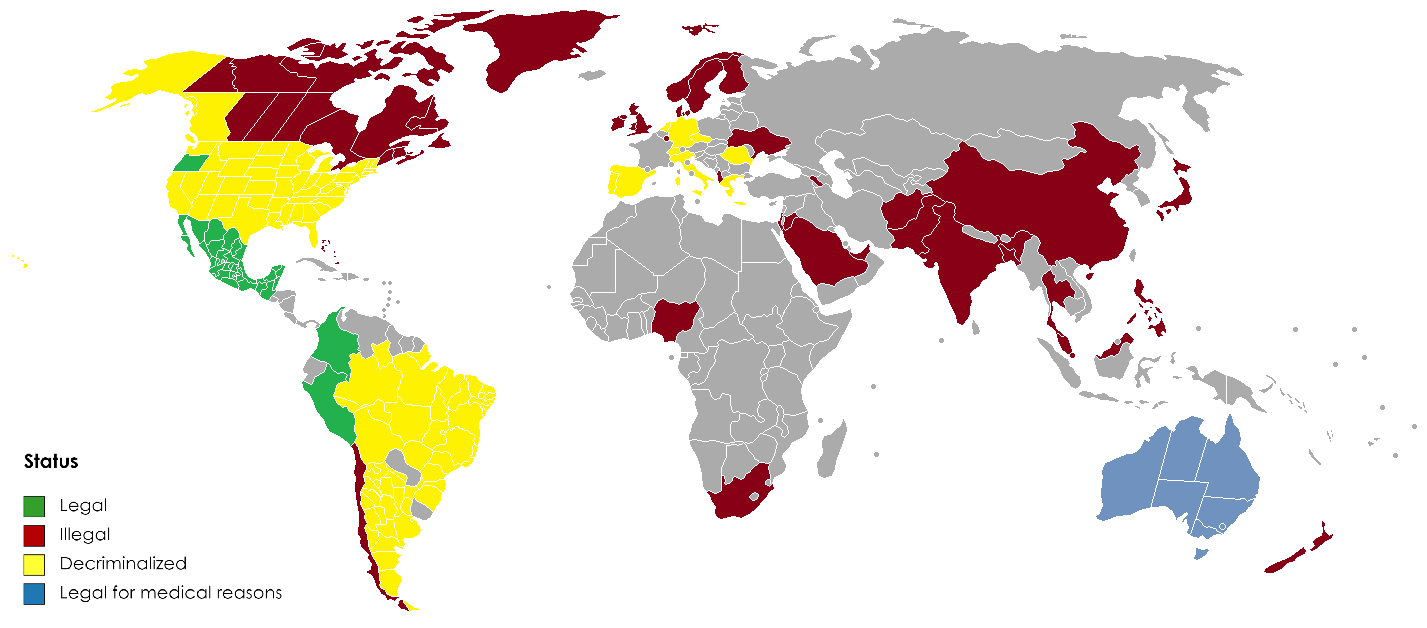
Situación legal de la posesión de cocaína en cada país.

El estatus legal de la cocaína varía en todo el mundo. Aunque muchos países han prohibido la venta de cocaína con fin lúdico, algunos la han legalizado para posesión, consumo propio, transporte y cultivo, mientras que algunos la han despenalizado para ciertos usos. Es necesario distinguir la cocaína de las hojas de coca o de las plantas mismas.

## Lista por país
| Country         | Posesión                                                                             | Venta                                                      | Transporte                     | Cultivo                        | Notas |
| --------------- | ------------------------------------------------------------------------------------ | ---------------------------------------------------------- | ------------------------------ | ------------------------------ | --- |
| Argentina       | Descriminalizada para uso privado                                                    | Ilegal                                                     | Ilegal                         | Ilegal                         | La cocaína está discriminada para uso o posesión privada y personal. Es legal el consumo y tenencia de hojas frescas de coca para mascar y para preparación de té. |
| Australia       | Finalidad médicinal                                                                  | Finalidad médicinal                                        | Finalidad médicinal            | Finalidad médicinal            | La cocaína es una sustancia controlada de la Lista 8 en Australia, lo que permite cierto uso médico de la misma, pero por lo demás está prohibida (controlada) |
| Bahamas         | Ilegal                                                                               | Ilegal                                                     | Ilegal                         | Ilegal                         | La posesión y su consumo son ilegales. |
| Bangladés       | Ilegal                                                                               | Ilegal                                                     | Ilegal                         | Ilegal                         | Todo tipo de usos, venta, cultivo y transporte es ilegal. |
| Bolivia         | Despenalizado hasta menos de 50 gramos                                               | Ilegal                                                     | Ilegal                         | Legal                          | El cultivo particular limitado de coca es legal en Bolivia, donde masticar las hojas y beber té de coca se consideran prácticas culturales, en particular en las regiones montañosas. La cocaína procesada es ilegal pero está despenalizada hasta menos de 50 gramos. |
| Brasil          | Despenalizado para uso privado                                                       | Ilegal                                                     | Ilegal                         | Ilegal                         | El consumo público y la venta de cocaína se consideran delitos. Los castigos para consumo público incluyen una advertencia sobre los efectos de la droga, servicio comunitario (5 a 10 meses) y cursos o programas educativos. La pena por la venta de cocaína es de 5 a 15 años de prisión, multa de R$ 500 a 1.500 y asistencia a cursos o programas. La decisión sobre el destino que tuvo la droga aprehendida se basa en decisión del juez.                                                                                       |
| Canadá          | Ilegal, excepto que será despenalizado en la provincia de Columbia Británica en 2023 | Legal para finalidad medicinal                             | Legal para finalidad medicinal | Legal para finalidad medicinal | La posesión y el uso son ilegales. Consumption, possession, purchasing and trading of cocaine is outlawed, cocaine remains as a Schedule I controlled substance. Effective January 31, 2023, possession of up to 2.5 grams of cocaine will be decriminalized in the Province of British Columbia. |
| Colombia        | Legal (hasta 1 gramo)                                                                | Ilegal                                                     | Ilegal                         | Legal                          | Since 1994, possession of 1 gram of cocaine has been legal for personal use. Sale remains illegal, but personal production or gifts of cocaine are permitted. |
| República Checa | Despenalizado (hasta 1 gramo)                                                        | Ilegal                                                     | Ilegal                         | Ilegal                         | La posesión de hasta 1 gramo para consumo particular se castiga con una multa de hasta 15000 CZK según la ley 167/1998 §39, la posesión de una cantidad superior es ilegal según el Código Penal con una pena de hasta 2 años. El tráfico se castiga con 2 a 18 años de prisión, según la escala y otras circunstancias.[cita requerida] |
| Chile           | Ilegal                                                                               | Ilegal                                                     | Ilegal                         | Ilegal                         | El uso y posesión de cocaína es ilegal. |
| Alemania        | Finalidad médica legal, Despenalizado                                                | Ilegal                                                     | Ilegal                         | Ilegal                         | La posesión de cocaína sin receta médica es ilegal. Pequeñas cantidades para consumo personal pueden quedar impunes para los infractores por primera vez o no consumidores regulares, sin embargo, esto varía según el estado. Por lo general, la revocación de una licencia de conducir seguirá a la confiscación de cualquier droga, excepto la marihuana, ya que los consumidores de droga se consideran un peligro en la carretera.                                                                                                |
| Grecia          | Despenalizado para uso privado                                                       | Legal solo por razones médicas y con licencia del gobierno | Ilegal                         | Ilegal                         | El consumo, posesión y cultivo de drogas de clase B es ilegal en Grecia, excepto por razones médicas. El consumo propio podría ser despenalizado. La inhalación en público también es ilegal. |
| India           | Ilegal                                                                               | Ilegal                                                     | Ilegal                         | Ilegal                         | El uso y posesión de cocaína es ilegal con una sentencia obligatoria de 10 años. |
| Irlanda         | Ilegal                                                                               | Ilegal                                                     | Ilegal                         | Ilegal                         | El consumo, posesión, venta, cultivo y transporte de cocaína es ilegal.[cita requerida] |
| Japón           | Ilegal                                                                               | Ilegal                                                     | Ilegal                         | Ilegal                         | Pena por consumo de cocaína: máximo de 7 años de cárcel. |
| Luxemburgo      | Ilegal                                                                               | Ilegal                                                     | Ilegal                         | Ilegal                         | El uso y posesión de cocaína es ilegal.[cita requerida] |
| Malasia         | Ilegal                                                                               | Ilegal                                                     | Ilegal                         | Ilegal                         | El uso y posesión de cocaína es ilegal. |
| México          | Legal (hasta 1/2 gramo)                                                              | Ilegal                                                     | Ilegal                         | Ilegal                         | No hay penalización por llevar hasta 1/2 gramo, sin embargo, cualquier cantidad por encima es ilegal. |
| Países Bajos    | No aplicado (pequeñas cantidades)                                                    | Ilegal                                                     | Ilegal                         | Ilegal                         | La cocaína se considera una droga dura ilegal. La posesión, la producción y el comercio no están permitidos según lo establece la Ley del Opio de 1928. Aunque técnicamente es ilegal, la posesión de menos de medio gramo generalmente queda impune. |
| Nueva Zelanda   | Ilegal                                                                               | Ilegal                                                     | Ilegal                         | Ilegal                         | La cocaína es una droga de clase A. La hoja de coca y los derivados de cocaína que no contengan más del 0,1% de base de cocaína, de tal forma que la cocaína no pueda recuperarse, se clasifican ambos en la Clase C, y son sancionados con 3 meses de prisión y/o multa de $500. |
| Nigeria         | Ilegal                                                                               | Ilegal                                                     | Ilegal                         | Ilegal                         | Es ilegal importar, fabricar, procesar, plantar o cultivar, exportar, transportar, traficar, vender, comprar, exponer para la venta, fumar, inhalar, inyectar, poseer o comerciar con cocaína.[cita requerida] |
| Pakistán        | Ilegal                                                                               | Ilegal                                                     | Ilegal                         | Ilegal                         | El uso y posesión de cocaína es ilegal. |
| Filipinas       | Ilegal                                                                               | Ilegal                                                     | Ilegal                         | Ilegal                         | El uso y posesión de cocaína es ilegal. La posesión de cocaína está explícitamente nombrada como una sustancia ilegal bajo la Ley Integral de Drogas Peligrosas de 2002. La posesión de 10 gramos o más de cocaína o clorhidrato de cocaína se castiga con hasta cadena perpetua. |
| Perú            | Legal (hasta 2 gramos de cocaína o 5 gramos de base libre de cocaína)                | Ilegal                                                     | Ilegal                         | Legal (Plantas de coca)        | El cultivo de plantas de coca es legal y las hojas de coca se venden abiertamente en los mercados. Al igual que en Bolivia, masticar hojas y beber mate de coca son prácticas culturales. La posesión de hasta 2 gramos de cocaína o hasta 5 gramos de pasta de coca es legal para uso personal en Perú según el artículo 299 del Código Penal peruano. Es importante señalar que si una persona posee dos o más tipos de droga al mismo tiempo se considera un delito penal.                                                          |
| Portugal        | Despenalizado hasta 2 gramos                                                         | Ilegal                                                     | Ilegal                         | Ilegal                         | El consumo personal de cocaína está despenalizado. El uso indebido de droga se trata mediante intervenciones administrativas y médicas. El tráfico es ilegal. |
| Arabia Saudita  | Ilegal                                                                               | Ilegal                                                     | Ilegal                         | Ilegal                         | El uso y posesión de cocaína está penado con la pena de muerte.[cita requerida] |
| Singapur        | Ilegal                                                                               | Ilegal                                                     | Ilegal                         | Ilegal                         | El uso y posesión se castiga con la muerte. |
| Sudáfrica       | Ilegal                                                                               | Ilegal                                                     | Ilegal                         | Ilegal                         | Es un delito tener cocaína en tu poder. |
| Suiza           | Posesión de pequeñas cantidades despenalizada                                        | Ilegal                                                     | Ilegal                         | Ilegal                         | Traficantes de cocaína son condenados a prisión. El consumo particular se castiga con una multa, contrariamente a la creencia común, la posesión de hasta 18 gramos "no" es legal. Según un estudio reciente, 5 ciudades suizas (St Gallen, Berna, Zúrich, Basilea y Ginebra) figuraron entre las 10 principales ciudades europeas para el consumo de cocaína. El consumo personal y la posesión de pequeñas cantidades, o compartir con adultos de forma gratuita no es susceptible de enjuiciamiento basado en la ley federal suiza. |
| Tailandia       | Ilegal                                                                               | Ilegal                                                     | Ilegal                         | Ilegal                         | Tailandia es muy estricta con la droga y es muy común que la detención, registro y petición de muestras de orina en la calle, especialmente en Bangkok. Ser atrapado con la intención de vender se castiga con 10 años a cadena perpetua. El consumo particular supone de 1 a 10 años de cárcel o una multa, o ambas. |
| Reino Unido     | Ilegal                                                                               | Ilegal                                                     | Ilegal                         | Ilegal                         | La cocaína fue declarada ilegal por primera vez por la Ley de Drogas Peligrosas de 1920. Ahora está clasificada como una droga de Clase A, controlada por la Ley de Uso Indebido de Drogas de 1971. La posesión conlleva un castigo de hasta 7 años de prisión, una multa ilimitada o ambas. El suministro y la producción conlleva una pena de hasta cadena perpetua, una multa ilimitada o ambas. Es legal si tiene un fin médico según el Anexo 2 de The Misuse of Drugs Regulations 2001.                                          |
| Estados Unidos  | Médicamente legal, despenalizado en el estado de Oregón                              | Médicamente legal                                          | Médicamente legal              | Médicamente legal              | La cocaína es una droga de Lista II bajo la Ley de Sustancias Controladas. Sigue siendo legal para propósito médico. Si bien el consumo particular se ha despenalizado en el estado de Oregón, las ventas y los dispensarios de cocaína siguen siendo ilegales. |
| País            | Posesión                                                                             | Venta                                                      | Transporte                     | Cultivo                        | Notas |